# Dineshwaran Krishnan

a Compétitions nationales et continentales officielles uniquement.

b Matchs officiels uniquement.
Dernière mise à jour le 2 mai 2024.
Dineshwaran Krishnan, né le 22 mai 1988 à Sungai Petani (Malaisie), est un joueur de rugby à XV international malaisien évoluant au poste de deuxième ligne. Il mesure 1,98 m pour 120 kg.

## Carrière

### En club
Dineshwaran Krishnan a pris sa première licence de rugby à seulement 19 ans en 2008 à Penang. Il évolue ainsi plusieurs saisons avec l'équipe des Cobra dans le championnat malaisien. Il joue alors au poste d'ailier, où son gabarit imposant doublé à une bonne vitesse en font une arme offensive de choix.
En 2013, il rejoint le Japon et le club des Yamaha Júbilo situé à Iwata et qui évolue en Top League,. Il devient alors le deuxième Malaisien à devenir professionnel, après Marc Le qui a évolué au Ricoh Black Rams entre 2010 et 2012. Il est par la suite repositionné au poste de deuxième ligne, où ses qualités physiques sont mieux utilisées.
Non-conservé par les Júbilo après la saison 2018-2019, il signe en avril 2019 un contrat de trois saisons avec les Hino Red Dolphins dans le même championnat,. Au terme de son contrat, il n'est pas conservé par Hino et quitte le club,.
En janvier 2023, il est annoncé qu'il rejoint la franchise américaine des Hounds de Chicago, nouvellement intégrés à la Major League Rugby. Il joue une saison avec cette équipe, disputant dix matchs.
À la suite de sa saison aux États-Unis, il met un terme à sa carrière de joueur, à l'âge de 35 ans,.

### En équipe nationale
Dineshwaran Krishnan joue avec la sélection malaisienne de rugby à XV des moins de 20 ans en 2007, peu de temps après avoir débuté dans ce sport.
Il joue ensuite avec l'équipe de Malaisie de rugby à sept, avec qui il dispute les Jeux du Commonwealth de 2010,..
Il représente dans la foulée l'équipe de Malaisie de rugby à XV,. Avec la sélection malaisienne, il remporte le Championnat d'Asie de rugby à XV Division 1 (deuxième division continentale) en 2016 et en 2017.

## Palmarès

### En club
- Vainqueur du All Japan Championship en 2015 avec Yamaha Júbilo

- Finaliste de Top League en 2015 et 2017 avec Yamaha Júbilo.

### En équipe nationale
- Vainqueur du Championnat d'Asie de rugby à XV Division 1 en 2016 et 2017.